# Patinoire de la Barre
La patinoire de la Barre est la patinoire d'Anglet. Elle a été inaugurée en 1969.

## Description
La patinoire de la Barre se trouve au bord de l'océan Atlantique sur la rive gauche de l'Adour à son embouchure. Elle doit son nom au quartier nord de la ville qui s'appelle La Barre.
Elle est la patinoire de l'agglomération Côte Basque-Adour qui regroupe les villes d'Anglet, Bayonne et Biarritz, ainsi que Bidart et Boucau. Elle est la seule patinoire du territoire français dans un rayon de 200 kilomètres.
Elle offre une piste de glace de 56 mètres de long sur 26 mètres de large. Elle est ouverte de juillet à mai, et donc ne ferme que deux mois par an (mai et juin). Sa capacité d’accueil est de 1 200 places.

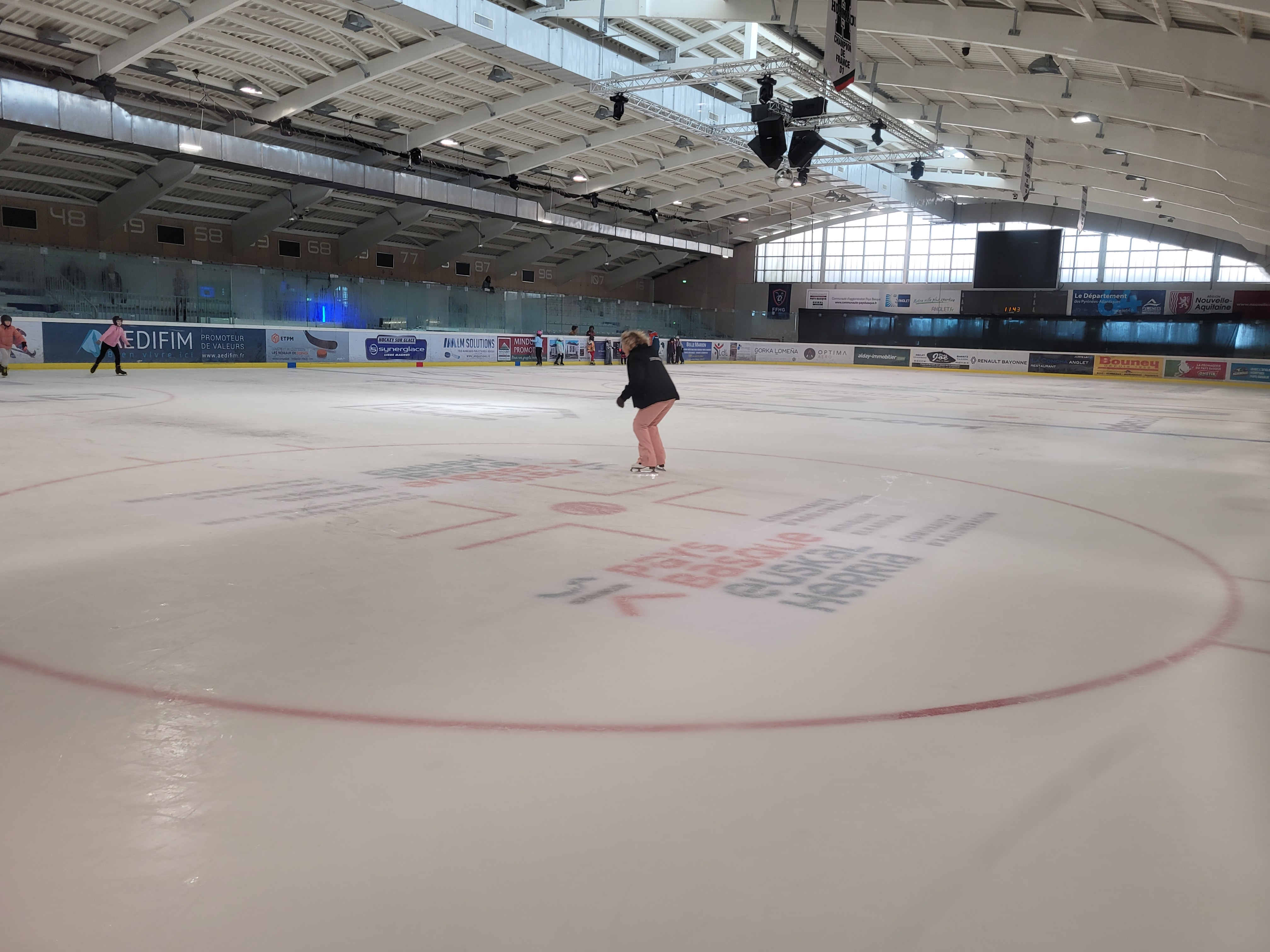
Intérieur de la Patinoire de la Barre en 2023

Elle a été inaugurée en 1969. Tout au long de l'année 2011, elle fait l'objet d'une rénovation de l'enveloppe et des installations techniques. Les travaux consistent notamment à reconstruire la dalle et le système de fabrication de la glace, de permettre l'accessibilité des personnes handicapées, de réaliser des économies d'énergie, d'améliorer la sécurité des espaces patinoire et commerces et enfin d'assurer le confort des différents usagers.

## Clubs résidents
La patinoire accueille :
- Anglet Hormadi Élite pour le hockey sur glace ; l'équipe porte le surnom de l'Hormadi (glace en basque) ;
- Anglet Sports de Glace pour le patinage artistique et la danse sur glace. (http://www.anglet-sports-de-glace.com)

## Compétition
La patinoire a accueilli les championnats de France de patinage artistique 1981.
Le club Anglet Sport de Glace organise une compétition nationale , type tournoi de France, une fois par an en alternance en Danse sur Glace ou en Patinage Artistique.